# 禾雀属
禾雀属，是雀形目梅花雀科的一個屬。

## 分類學
本屬由德國鳥類學家路德維希·賴興巴赫於1850年所建立。其模式種為禾雀，因當時賴興巴赫僅用以分類該物種。屬名來自英國自然學家喬治·愛德華茲於1743年賦予禾雀的名稱「Padda」，該詞來自馬來語，意思是「米」。
生物分類學上，該屬曾一度被認為是文鳥屬的異名，並在2020年後根據親緣研究將該兩個物種自該屬分出。而該屬與屬形成姊妹群的關係。該屬的兩種鳥類有時被認為形成超種。

## 下屬分類
目前該屬有兩個物種：
- 禾雀 Padda oryzivora (Linnaeus, 1758)
- 帝汶禾雀 Padda fuscata (Vieillot, 1807)

## 外部連結
- 维基共享资源上的相關多媒體資源：禾雀属
- 維基物種上的相關：禾雀属